# Матос Перейра, Фабио де
Фабио де Матос Перейра, более известный по прозвищу Фабиньо (порт. Fabio de Matos Pereira; Fabinho; 26 февраля 1982, Рио-де-Жанейро) — бразильский футболист, полузащитник.

## Биография
Родился в Рио-де-Жанейро. Как и все бразильские мальчики, с самого раннего детства начинал играть на улице, а не на пляжах Копакабаны. Прозвище Фабиньо у него с детства, Фабиньо означает маленький. С восьми лет начал тренироваться в футбольной академии. Так продолжалось до 16 лет. После чего его пригласили в команду 1 дивизиона «Фрибургия». В 18 лет подписал профессиональный контракт с одной из известных бразильских команд «Атлетико Паранаэнсе». На протяжении четырёх лет играл в этой команде. Рядом с ним играли такие футболисты, как Клеберсон, Жадсон и Фернандиньо. В «Атлетико» играл на месте крайнего полузащитника.
Его агент хотел предложить вариант со швейцарским клубом, но не сложилось. С ним он разорвал отношения, а уже другой футбольный менеджер сказал, что в его услугах заинтересован один из лучших кипрских клубов — «Анортосис». В первом сезоне провёл меньше игр, чем во втором, тем не менее, удалось завоевать немало трофеев — золотые медали чемпионата, Кубок и Суперкубок Кипра. После двух сезонов на Кипре стали поступать приглашения от других команд, звали в рижский «Сконто», бухарестский «Рапид», но он принял приглашение другого румынского клуба «Брашов». Тренером в «Брашове» был Рэзван Луческу.
В июле 2008 года перешёл в украинский «Металлург» (Донецк) за 300 тысяч евро. Контракт с Фабиньо подписан на 3 года. Дебют в чемпионате Украины состоялся 27 сентября 2008 года в матче «Шахтёр» — «Металлург» (1:1).